# Araneus anaspastus
Araneus anaspastus là một loài nhện trong họ Araneidae.
Loài này thuộc chi Araneus. Araneus anaspastus được Tord Tamerlan Teodor Thorell miêu tả năm 1892.